# Klucze (gmina)
Klucze est une gmina rurale du powiat de Olkusz, Petite-Pologne, dans le sud de la Pologne. Son siège est le village de Klucze, qui se situe environ 7 km au nord d'Olkusz et 41 km au nord-ouest de la capitale régionale Cracovie.
La gmina couvre une superficie de 119,3 km2 pour une population de 14 895 habitants.

## Géographie
La gmina inclut les villages de Bogucin Duży, Bydlin, Chechło, Cieślin, Golczowice, Hucisko Kwaśniowskie, Jaroszowiec, Klucze, Kolbark, Krzywopłoty, Kwaśniów Dolny, Kwaśniów Górny, Rodaki, Ryczówek et Zalesie Golczowskie.
La gmina borde les gminy de Bolesław, Łazy, Ogrodzieniec, Olkusz, Pilica et Wolbrom.

## Personnalités nées dans la gmina de Klucze
- Lone Maslocha (1921-1945), photographe danoise d'origine polonaise membre de la résistance pendant l'occupation allemande du Danemark pendant la Seconde Guerre mondiale.